# Mieszkanko dla dwojga
Mieszkanko dla dwojga (fr. Jamais deux sans toi...t) – francuski serial komediowy, emitowany w latach 1996-1997.

## Obsada
- Emma Colberti - Valentine Léger
- Franck Neel - Thomas Dubreuil
- Astrid Veillon - Charlotte Monterey
- Stéphanie Lagarde - Jennifer Martignac
- Xavier Vilsek - Léonard „Léo” Vincenti
- Marc Adjadj - Patrick Dubreuil
- Laurent Violet - Antoine Weber
- Alice Papierski - Alice